# Rubem César Fernandes

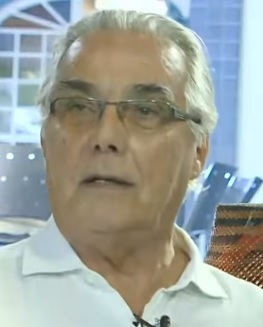
Rubem Cesar Fernandes (2018)

Rubem César Fernandes (* 25. Mai 1943) ist ein brasilianischer Philosoph und Schriftsteller. Er ist Gründer der Nichtregierungsorganisationen Iser (Instituto de Estudos da Religião) und Viva Rio, die sich für eine Verbesserung der Situation in seinem Land und in seiner Heimatstadt Rio de Janeiro einsetzen.

## Leben
César Fernandes gehörte zur Zeit der beginnenden Militärdiktatur (1964–1985) der gegen diese gerichteten Studentenbewegung an. Er studierte an der Universidade Federal do Rio de Janeiro und war neben bekannten Köpfen wie Joel Rufino dos Santos oder Nelson Werneck Sodré einer der Autoren einer História Nova do Brasil (1964), was ihm mehrere Prozesse einbrachte und ihn schließlich wie seine Kollegen 1965 zur Emigration zwang.
An der Universität Warschau graduierte César Fernandes in Philosophie und lebte auch kurz in der Schweiz und in Frankreich. An der Columbia-Universität in New York promovierte er zu einem Thema aus der Sozialgeschichte. 
Grund für seine Rückkehr nach Brasilien 1976 war, dass sein Vater durch Räuber, die in dessen Haus einbrachen, in den Kopf geschossen wurde. Er riskierte verhaftet zu werden, doch fürchtete er um das Leben seines Vaters, der überlebt hatte, aber lange Zeit im Koma lag.
Schockiert von der alltäglichen Gewalt in Rio, gründete er 1993 die NGO Viva Rio mit dem Zweck, den Waffengebrauch in der Stadt einzuschränken. Viva Rio gelang es, einen beträchtlichen Prozentsatz der Waffenträger in den Favelas zur Abgabe ihrer Waffen zu überzeugen und so die Mordrate in der Stadt deutlich zu senken.
2014 wurde Rubem César Fernandes der Hessische Friedenspreis zuerkannt.